# Иза огледала (стрип)
Иза огледала је 10. епизода стрип серијала Дилан Дог. Објављена је у бившој Југославији као специјално издање Златне серије у издању Дневника из Новог Сада у мају 1988. године. Коштала је 550 динара (0,36 $; 0,61 DEM). Имала је 94 стране.

## Оригинална епизода
Наслов оригиналне епизоде гласи Attraverso lo specchio. Објављена је премијерно у Италији 01.07.1987. Епизоду је написао Ђакампјеро Ћасертано, а нацртао Клаудио Виља. Колоризована верзија објављена је у Италији 2017. год. Коштала је 5,4 €.

## Претходна и наредна епизода
Претходна епизода носи наслов Алфа и Омега (бр. 9), а наредна Велики Дијаболо (бр. 11).